# Thanatus dorsilineatus
Thanatus dorsilineatus là một loài nhện trong họ Philodromidae.
Loài này thuộc chi Thanatus. Thanatus dorsilineatus được miêu tả năm 1964 bởi Jézéquel.